# 矢野一郎
矢野 一郎（やの いちろう、1899年〈明治32年〉2月7日 - 1995年〈平成7年〉4月17日）は、日本の実業家（元第一生命会長）。剣道家（剣道範士）で、全日本実業団剣道連盟初代会長。

## 来歴・人物
1899年、父・矢野恒太の子として、東京府（現・東京都）で生まれる。
東京府立一中卒業後、一高に入学。一高では撃剣部（剣道部）に所属し、横田正俊（のち最高裁長官）と親交を深めた。
1923年、東京帝国大学農学部農業経済学科卒業。在学中は西洋文化研究のため、前明治学院長のアルバート・オルトマンスの家に寄宿しており、1922年には欧州各国を訪問した 。
1924年、三菱銀行（現・三菱UFJ銀行）入行し、外国課職員としてロンドン支店に勤務した。
1932年、父・矢野恒太創業の第一生命に入社。全日本実業団剣道連盟を発起し、初代会長に就任（1932年11月 -1974年11月）。 東京市有楽町の第一生命ビルは1935年（昭和10年）4月着工、1938年（昭和13年）11月3日竣工であったが、地下4階には武道場である相悟道場が設けられた。
1941年（昭和16年）には取締役。それ以前の1938年（昭和13年）に帝国議会が武道審議会の設置を承認し、1939年には厚生大臣下の武道振興委員会が武道団体の総合統制政策を推進したため、全日本実業団剣道連盟は1942年（昭和17年）、国策団体大日本武徳会に組織化された。
以後、常務を経て、1947年には石坂泰三の後を受けて社長に就任した。1952年（昭和27年）4月28日のサンフランシスコ平和条約までの日本の占領期には、第一生命ビルを連合国軍最高司令官総司令部に接収されたことがあった。
1950年（昭和25年）、吉田茂首相による指名と衆議院・参議院の同意を得て、新法人であった日本放送協会の初代経営委員長に就任し、1956年まで努めた。
1951年（昭和26年）、生命保険協会の第8代会長に就任し、1959年まで勤めた。
1958年（昭和33年）9月、剣道連盟会長として、東京後楽園ギムナジウム（2500人収容）で第1回全日本実業団剣道大会を開催した。このとき内閣総理大臣岸信介から初めて内閣総理大臣杯が提供された。
1959年（昭和34年）に第一生命保険会長、以後、取締役相談役、1977年、相談役に。
全日本剣道連盟からは剣道範士号の授与、剣道特別功労賞を受賞している。

## 家族・親族
妻の初子は、日本銀行元国庫局長で昭和銀行頭取生田定之の子。
次女は高島平三郎と近藤賢二の孫で弁護士の高島信之に嫁ぎ、三女は銀行家の佐藤喜一郎の長男に嫁いだ。